# Culicoides papuensis
Culicoides papuensis är en tvåvingeart som beskrevs av Tokunaga 1962. Culicoides papuensis ingår i släktet Culicoides och familjen svidknott. Inga underarter finns listade i Catalogue of Life.